# 堀江氏 (武蔵国)
堀江氏（ほりえし）は、清和源氏新田氏の支族とする。

## 概要
『鑁阿寺新田足利両氏系図』によると、新田貞方の子・貞政が父と兄の貞邦の刑死後に武蔵国稲毛郡（または橘樹郡、現在の神奈川県川崎市）に逃れたという。
貞政の孫と名乗る政貞が小田原北条氏に仕えた。あくまで子孫の伝承に拠れば、政貞の孫の政邦の代に後北条氏の滅亡と共に、相模国西富岡村に土着したと伝わる。以後の堀江氏は子孫代々西富岡村の名主を世襲し、神奈川県伊勢原市に堀江氏は現存しているとされる。

## 系譜
```
　 
新田貞方

　　　┃
　 
堀江貞政
（堀江氏）
　　　┣━━━┓
　　 
政長
　　
政武

　　　　　　　┃
　　 　　　　
政貞

　　　　　　　┣━━━━━━┓
　　 　　　　
政方
　　　　　
政延

　　　　　　　┃　　　　　　┃
　　　　　　　□　　　　　 
政邦

　　　　　　　┃　　　　　　┃
　　 　　　　
政儀
　　　　　
政永

　　　　　　　┣━━━┓　　┃
　　 　　　　
政信
　　
政親
　
政完

　　　　　　　┃
　　 　　　　
政知

　　　　　　　┃
　　 　　　　
政起

　　　　　　　┣━━━┓
　　 　　　　
政保
　　
政利

　　　　　　　┃
　　 　　　　
政徳

　　　　　　　┣━━━┓
　　 　　　　
政治
　　
政光

　　　　　　　┃
　　 　　　　
政仁

　　　　　　　┃
　　 　　　　
政義

　　　　　　　┃
　　 　　　　
政伸
```